# 帕蒂亞斯

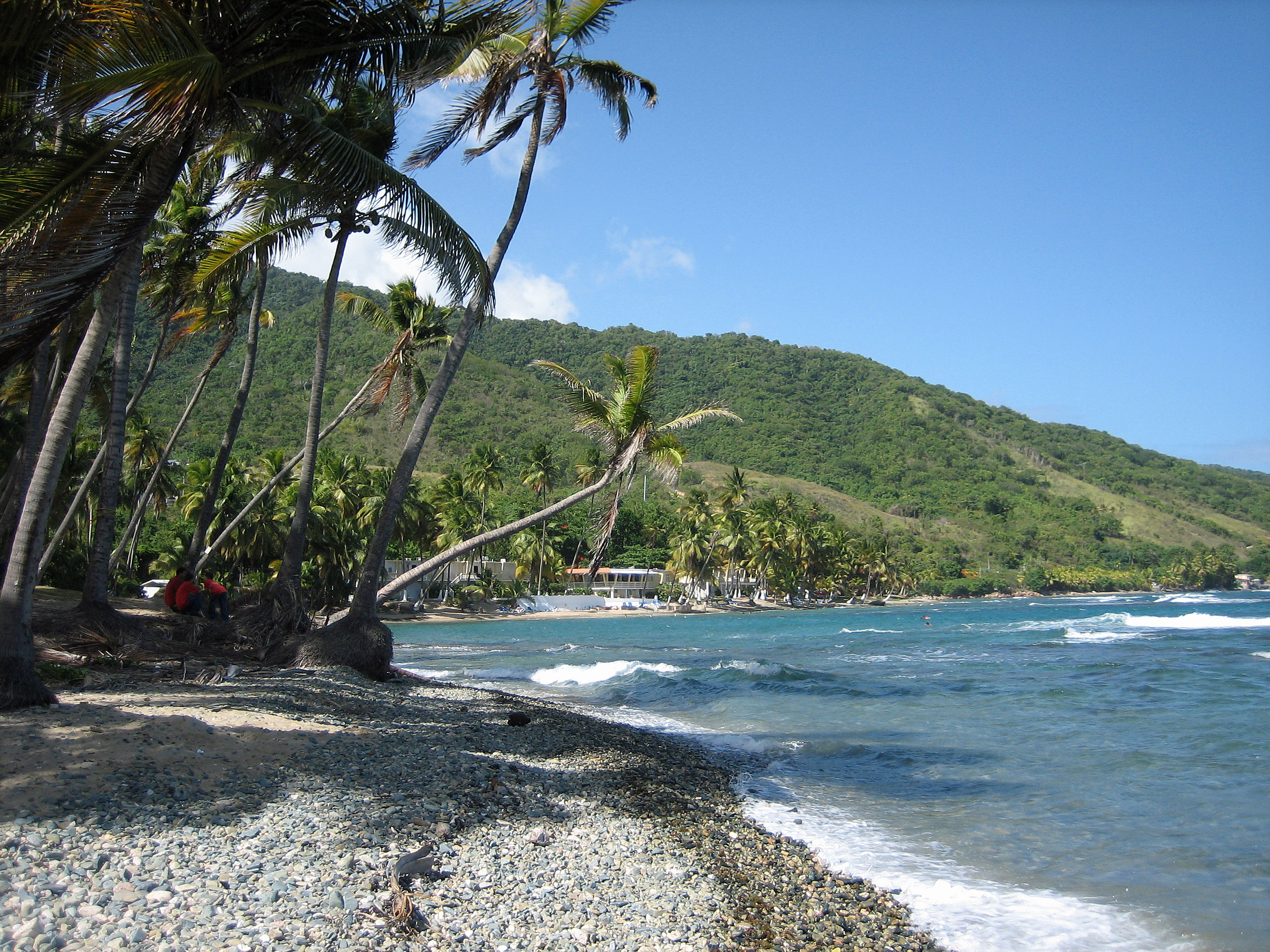

帕蒂亞斯（西班牙語：Patillas）是波多黎各的城鎮，位於該島東南部，始建於1811年，面積154平方公里，2010年人口19,277，該鎮在十八世紀中期設有製糖廠，人口密度每平方公里130人。